# Ohle (Plettenberg)
Ohle ist ein Ortsteil der Stadt Plettenberg im Märkischen Kreis in Nordrhein-Westfalen.

## Geographie

### Lage
Ohle liegt im Lennetal an der B 236 im Märkischen Sauerland.

### Nachbarorte
- Böddinghausen
- Elhausen

## Geschichte

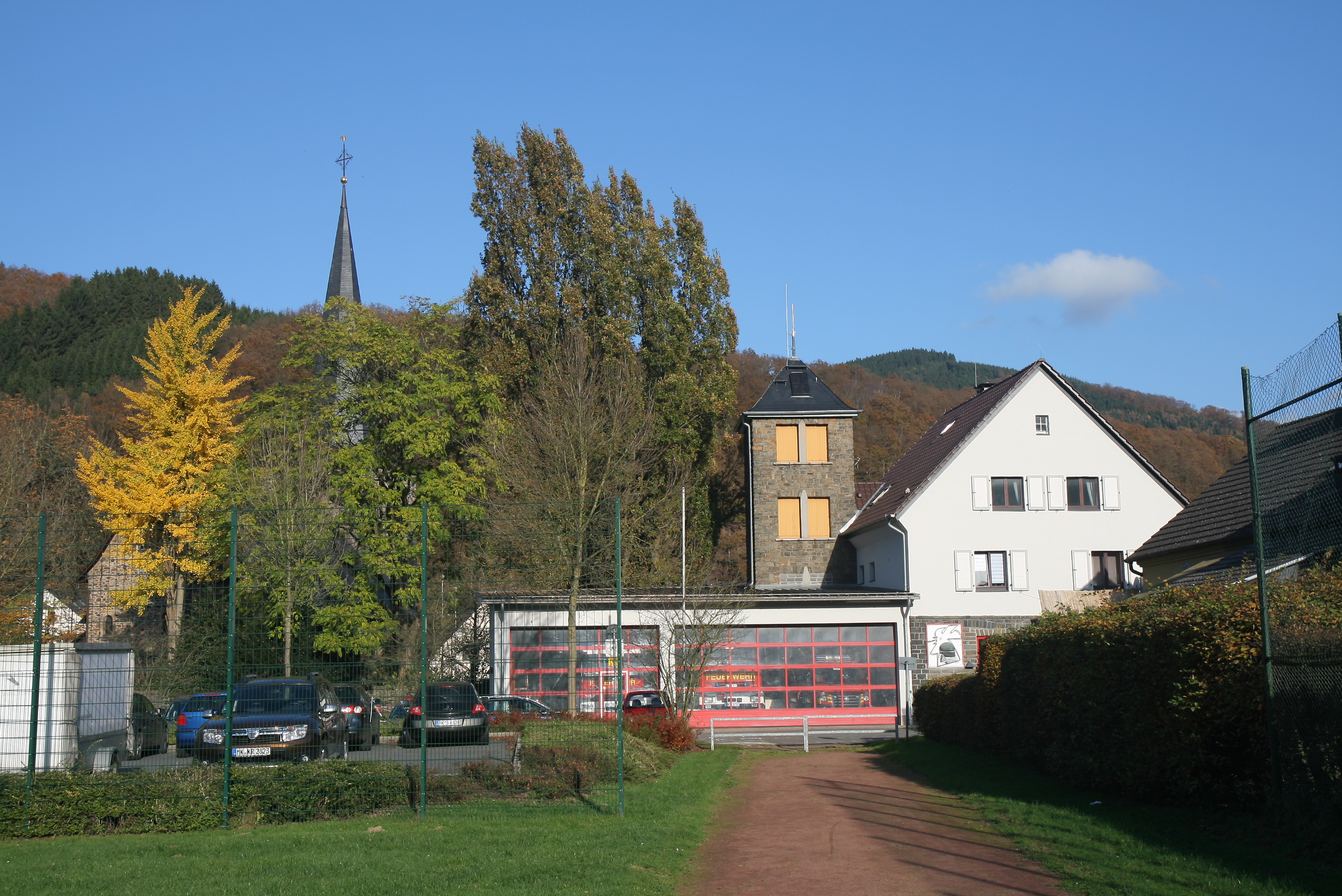
Feuerwehrhaus Ohle

Im 8. Jahrhundert wurde mit dem Bau einer Fliehburg auf dem Sundern die Besiedelung der Gegend rund um das heutige Ohle eingeleitet, der Hünenburg. Die Kapelle in Ohle, die zum Dekanat Attendorn gehörte, ist ab dem Jahr 1072 urkundlich belegt. Schloss Brüninghausen wurde erstmals im Jahr 1311 als Lehen des Erzbischofs von Köln urkundlich erwähnt. Ab 1400 untersteht Ohle dem Amt Neuenrade. 1890 wurde die Gemeinde Ohle in den Verband des Amtes Plettenberg aufgenommen. Die evangelische Pfarrkirche stammt aus der ersten Hälfte des 13. Jahrhunderts und ist das einzige Beispiel für eine Chorturmkirche in Westfalen.
Die Freiwillige Feuerwehr Ohle wurde im Jahr 1908 gegründet.
Am 1. Oktober 1934 wurden Gebietsteile in die Landgemeinde Plettenberg eingegliedert. Am 1. April 1941 wurde Ohle nach Plettenberg eingemeindet.

## Wirtschaft
Das Eisenwerk Ohle wurde 1889 von Caspar Gustav Achenbach (1858–1915) und Ludwig Kölsche als Ohler Eisenwerk Achenbach, Kölsche & Co. gegründet und 1895 von Theobald Pfeiffer übernommen. Dessen Sohn Walter Pfeiffer baute das Werk aus. Seit 2005 gehört das Werk zur Unternehmensgruppe Novelis. Zum Werk gehörte damals das Wasserkraftwerk Ohle, das heute von den Stadtwerken Mainz betrieben wird und ins öffentliche Netz einspeist.

## Söhne und Töchter
- Hans Achenbach (1891–1972), Künstler

## Baudenkmäler und Sehenswürdigkeiten
Die Evangelische Kirche Ohle ist neben der Ludgeruskirche in Sendenhorst-Albersloh die einzige mittelalterliche Chorturmkirche in Westfalen. Ihre ältesten Bauteile entstammen einer Vorläuferkapelle aus der Zeit von 1050 bis 1100. 
Weitere Baudenkmäler sind die Lennebrücke Ohle sowie das ehemalige Forsthaus Grimminghausen (Gutshaus).
Auf der Kuppe des Sundern sind die Überreste der Hünenburg, einer Wallburg, zu finden. Ihre Entstehung als Fliehburg wird auf die Zeit der Karolinger vermutet.
Auf dem alten Friedhof in Ohle sind 20 Gräber von Kriegsgefangenen und Zwangsarbeitern aus dem Zweiten Weltkrieg erhalten.